# Грилихес, Цви
Цви Грилихес (англ. Zvi Griliches; 12 сентября 1930, Каунас — 4 ноября 1999, Кембридж) — американский экономист.
Член Национальной академии наук США (1975).

## Биография
Родился в литовском Каунасе в семье ассимилированных русскоязычных евреев. Во время Второй мировой войны находился в концлагере Дахау. После войны эмигрировал в 1947 году в Палестину, где учился в Еврейском университете (Иерусалим). Затем переехал в США. Бакалавр (1953) и магистр наук (1954) Калифорнийского университета (Беркли), магистр искусств (1955) и доктор философии (1957) Чикагского университета. Преподавал в Чикагском университете (1956—59, 1960—69, профессор с 1964 года) и Гарварде (1964—1999). Награждён медалью Дж. Б. Кларка (1965). Президент Эконометрического общества (1975) и Американской экономической ассоциации (1993).
Грилихес являлся одним из основателей и приглашённым профессором (1995) Российской экономической школы (Москва). С 2001 года в школе в честь учёного организованы циклы (2—3 лекции) ежегодных Грилихесовских лекций. Среди лекторов: О. Бланшар (2001), К. Рогофф (2006) и др.